# Riopa guentheri
Riopa guentheri — вид сцинкоподібних ящірок родини сцинкових (Scincidae). Ендемік Індії. Вид названий на честь німецько-британського зоолога Альберта Гюнтера.

## Поширення і екологія
Riopa guentheri поширені в Центральній і Південній Індії. Вони живуть в сухих і вологих тропічних лісах, трапляються поблизу людських поселень, на висоті від 50 до 1800 м над рівнем моря. Живляться комахами і термітами.